# Wheeling Township (Missouri)
Wheeling Township est un ancien township, situé dans le comté de Livingston, dans le Missouri, aux États-Unis,.